# Shareefa
Shareefa Faradah Cooper (Newark, Nova Jérsia, Estados Unidos em 15 de Março de 1984) profissionalmente conhecida como Shareefa, é uma cantora de R&B. Shareefa havia vivido em Charlotte, Carolina do Norte. Ela cantou pela Disturbing tha Peace/Def Jam Recordings em 2005. O single de estreia "Need A Boss", com participação do rapper e labelmate Ludacris, foi produzido por Rodney Jerkins e ficou na 62ª posição da Billboard Hot 100. Já o álbum de estréia "Point of No Return" foi lançado em outubro de 2006 e ficou na posição 25 na Billboard 200.

## Discografia

### Álbuns
| Ano  | Título                                                        | Posições | Posições |
| Ano  | Título                                                        | EUA      | EUA R&B  |
| ---- | ------------------------------------------------------------- | -------- | -------- |
| 2006 | Point of No Return - Gravadora: Disturbing tha Peace, Def Jam | 25       | 3        |

### Mixtapes
- 2010: The Misunderstanding Of Shareefa

### Singles
| Ano  | Canção                                | EUA Hot 100 | EUA R&B | Álbum                            |
| ---- | ------------------------------------- | ----------- | ------- | -------------------------------- |
| 2006 | "Need a Boss" (participando Ludacris) | 62          | 10      | Point of No Return               |
| 2006 | "Cry No More"                         | —           | 43      | Point of No Return               |
| 2010 | "By My Side" (participando Rick Ross) | —           | —       | The Misunderstanding Of Shareefa |